# アクシオス千種
アクシオス千種 （アクシオスちくさ） は、愛知県名古屋市中区新栄にある再開発事業で作られたビルである。

## 概要
アクシオス千種は、「千種駅南第一種市街地再開発事業」としてJRバスの東名ハイウェイバスの車庫等を再開発し、名古屋市営地下鉄東山線とJR中央本線の乗換駅である千種駅周辺の活性化を目指して建設された。
当区域は、中区と千種区および東区との境に所在し、それぞれJR中央本線（千種区との境）・広小路通（東区との境）で分けられている。広小路通（愛知県道60号名古屋長久手線）を栄方面から東（東山公園・名古屋IC方面）に進んだ際、千郷町交差点にて当区域に行き当たることとなるが、広小路通は交差点通過直後に左にカーブを切りながら坂を登る形となっているため、千郷町交差点付近においてはアクシオス千種はほぼ進路の真正面に見える形となっている。広小路通はこの後、千種橋（JR中央本線跨線橋）を通過して中区から千種区に入っていくこともあり、もともと目を引く要素をもつ超高層ビルであることも相まって、地域のランドマークとして機能している。
アクシオス千種には、地上3階建の商業棟、地上31階建の賃貸住宅棟、地上8階建の駐車場棟がある。また、区域の一部は分譲マンションとされることとなり、デベロッパーとして大京が地上27階建の「ライオンズタワー千種」を建設し分譲した。

## 施設構成
低層の商業棟には、メインのテナントとしてフィットハウスがほぼ全館に入居している（1階フロアの一部に珈琲店が入居）。なお、2024年1月14日に当該商業施設は閉店している。
賃貸住宅棟の低層階部分には、テナントとして各種医院の他、介護付有料老人ホームや保育園が入居するなど、福祉関連施設が充実している。中高層階は、都市再生機構運営の賃貸住宅となっている。
駐車場棟の1階には日本通運の配送センターが入居しており、2階から5階が来場者向け駐車場スペース、6階以上が施設入居者向けの月極駐車場となっている。
総じて、再開発ビル群としてはユニークな施設構成となっている。

## 沿革
- 1990年（平成2年）6月 - 千種駅南地区再開発地権者協議会設置。
- 2001年（平成13年）2月 - 都市計画決定。
- 2002年（平成14年）5月 - 建築工事着手。
- 2004年（平成16年）10月 - 工事完了。
- 2024年（令和6年）1月 - フィットハウス千種 閉店。

## ライオンズタワー千種
再開発区域のうち分譲マンション部分は、業界最大手の大京に開発が委ねられ、「ライオンズタワー千種」が建設・分譲された。
都市基盤整備公団（当時）が都市再開発法の特定建築者制度を用いて民間の特定建築者を選定し、共同開発を行ったケースとしては全国初であった。
立地している地点は再開発地域全体の北東部にあたり、中区・千種区・東区3区の境に建つタワーマンションと言える。また、JR千種駅には再開発地域全体で最も近い。
マンション入り口は広小路通の西行き車線に接する形となっているが、アクシオス千種駐車場棟を経由しての自動車の入出庫も可能な構造となっており、広小路通東行き車線からも千郷町交差点で右折することで比較的スムーズに入庫することが可能となっている。
オール電化マンションである。

## 参照
- 名古屋市：第一種市街地再開発事業地区一覧表（市政情報）（ウェブサイト）
- 名古屋市：千種駅南地区市街地再開発事業（市政情報）（ウェブサイト）
- 千種駅南第一種市街地再開発事業　名古屋都市センター（ウェブサイト）